# Psammotettix regularia
Psammotettix regularia är en insektsart som beskrevs av Singh 1969. Psammotettix regularia ingår i släktet Psammotettix och familjen dvärgstritar. Inga underarter finns listade i Catalogue of Life.